# Mustafa Kizza
Pour les articles homonymes, voir Kizza.
Mustafa Kizza né le 3 septembre 1999 à Kibuli (en) en Ouganda, est un footballeur international ougandais jouant au poste d'arrière latéral.

## Biographie

### Parcours en club

#### Débuts en Ouganda
Natif de Kibuli (en), près de Kampala. Il rejoint l'académie du KCCA FC en 2015. Puis, il est prêté en deuxième division au Maroons FC au début de la saison 2016-2017,,. En février 2017, il signe son premier contrat professionnel avec le club du KCCA,. Le 3 mars, il fait ses débuts avec le KCCA contre le Bright Stars FC (en), et joue neuf matches au total. Kizza devient rapidement l’un des cadres titulaires grâce à son intelligence, son instinct, sa force athlétique et sa vision du jeu. Lors de la saison 2019-2020, il marque cinq buts en dix-neuf matchs et réalise douze passes décisives.

#### Expérience décevante au Québec
Le 20 juillet 2020, il signe un contrat de deux ans puis trois années en option avec l'Impact de Montréal, entente qui entrera en vigueur le 12 août prochain. Il n’occupera pas de place de joueur international, puisqu’il restera en prêt avec son club jusqu’en décembre, en raison de la situation liée à la pandémie de Covid-19. L’Impact conserve une option de rappel si la situation évolue, puis la franchise lève l'option de rappel le 27 octobre. 
La Covid-19 ne cessant de repousser sa date de départ, il doit passer plusieurs semaines dans son pays avant de pouvoir venir au Québec. Il passe d'abord par Toronto, avant de se diriger vers Montréal, pour finalement rejoindre l'équipe au New Jersey le 5 novembre. Ça n'a pas été un processus facile,.
Il fait ses débuts en Major League Soccer le 8 novembre 2020 contre D.C. United. Lors de ce match, il entre à la 71e minute de la rencontre, à la place d'Amar Sejdic (en). En l’espace d’une vingtaine de minutes de jeu, il effectue un important tacle dans sa surface, en plus de préparer le but de la victoire de son équipe,. Le match se solde par une victoire 2-3 de l'Impact. Puis, il est retenu dans la liste de 25 joueurs pour la Ligue des champions de la CONCACAF le 7 décembre. Il est titulaire avec l'Impact pour la première fois en Ligue des champions contre le CD Olimpia le 15 décembre. Malgré une victoire 1 à 0, l'Impact est éliminé de la compétition.
Lors de la première rencontre de la saison 2021, le 17 avril, il délivre sa première passe décisive en MLS pour son coéquipier Victor Wanyama face à Toronto (victoire 4-2),. Au cours de la saison 2021, il descend dans la hiérarchie des latéraux montréalais, Mathieu Choinière lui étant notamment préféré. Il quitte finalement le club à l'échéance de son contrat lorsque l'option détenue par le CF Montréal n'est pas activée le 30 novembre 2021.

#### Poursuite au Portugal
Libre de tout contrat depuis novembre 2021, Kizza demeure sans club durant plusieurs mois avant de s'engager pour trois ans au FC Arouca, formation de Liga Portugal, le 15 juillet 2022,. Cependant son expérience est de courte durée puisqu'il résilie son contrat à l'amiable le 20 décembre suivant, n'ayant disputé aucune minute de jeu au cours de la première moitié de saison.

### Parcours en sélection
Déjà international en équipes de jeunes avec l'Ouganda,,. Il est présélectionné pour la première fois en équipe d'Ouganda senior le 29 décembre 2017. Il fait ses débuts en tant que titulaire avec les Cranes le 1er juin 2019 contre le Lesotho, lors d'une défaite aux tirs au but, en Coupe COSAFA. Le 27 juillet, il inscrit son premier but en sélection contre la Somalie, lors des éliminatoires du Championnat d'Afrique des nations (victoire 1-3). Lors du deuxième tour des qualifications du CHAN, il inscrit son deuxième but en sélection face au Burundi (victoire 0-3). Il est retenu dans la liste finale de vingt joueurs appelés à disputer la Coupe CECAFA (en) le 6 décembre. Il inscrit un but sur penalty en poule contre l'Érythrée (victoire 2-0). Il remporte la compétition en inscrivant un but lors de la finale contre l'Érythrée (victoire 3-0).
Le 19 mars 2021, il quitte le camp d’entraînement du CF Montréal pour rejoindre la sélection ougandaise pour deux rencontres des qualifications à la CAN.

## Statistiques

### Statistiques en club
| Saison                | Club                  | Championnat           | Championnat | Championnat | Championnat | Coupe(s) nationale(s) | Coupe(s) nationale(s) | Coupe(s) nationale(s) | Compétition(s) continentale(s) | Compétition(s) continentale(s) | Compétition(s) continentale(s) | Compétition(s) continentale(s) | Séries | Séries | Séries | Total | Total | Total |
| Saison                | Club                  | Division              | M.          | B.          | P.d.        | M.                    | B.                    | P.d.                  | Comp.                          | M.                             | B.                             | P.d.                           | M.     | B.     | P.d.   | M.    | B.    | P.d.  |
| 2020                  | Impact de Montréal    | MLS                   | 1           | 0           | 0           | -                     | -                     | -                     | LCC                            | 1                              | 0                              | 0                              | 1      | 0      | 0      | 3     | 0     | 0     |
| 2021                  | CF Montréal           | MLS                   | 18          | 0           | 2           | 2                     | 0                     | 0                     | -                              | -                              | -                              | -                              | -      | -      | -      | 20    | 0     | 2     |
| Sous-total            | Sous-total            | Sous-total            | 19          | 0           | 2           | 2                     | 0                     | 0                     | -                              | 1                              | 0                              | 0                              | 1      | 0      | 0      | 23    | 0     | 2     |
| 2022-2023             | FC Arouca             | Liga Portugal         | 0           | 0           | 0           | 0                     | 0                     | 0                     | -                              | -                              | -                              | -                              | -      | -      | -      | 0     | 0     | 0     |
| Total sur la carrière | Total sur la carrière | Total sur la carrière | 19          | 0           | 2           | 2                     | 0                     | 0                     | -                              | 1                              | 0                              | 0                              | 1      | 0      | 0      | 23    | 0     | 2     |

## Palmarès

### En club
KCCA FC
- Champion d'Ouganda en 2017 et 2019
- Vainqueur de la Coupe d'Ouganda en 2017 et 2018
- Vainqueur de la Coupe CECAFA en 2019

 CF Montréal
- Vainqueur du Championnat canadien en 2021

### En sélection
Équipe d'Ouganda
- Vainqueur de la Coupe CECAFA en 2019 (en)